# Compsagis lesnei
Compsagis lesnei är en kackerlacksart som beskrevs av Lucien Chopard 1952. Compsagis lesnei ingår i släktet Compsagis och familjen jättekackerlackor.
Artens utbredningsområde är Moçambique. Inga underarter finns listade i Catalogue of Life.